# Capilla
Capilla é um município da Espanha na comarca de La Serena, província de Badajoz, comunidade autónoma da Estremadura. Tem 147 km² de área e em  2021 tinha 165 habitantes (densidade: 1,1 hab./km²).

## Demografia
| Variação demográfica do município entre 1991 e 2004 | Variação demográfica do município entre 1991 e 2004 | Variação demográfica do município entre 1991 e 2004 | Variação demográfica do município entre 1991 e 2004 |
| --------------------------------------------------- | --------------------------------------------------- | --------------------------------------------------- | --------------------------------------------------- |
| 1991                                                | 1996                                                | 2001                                                | 2004                                                |
| 250                                                 | 227                                                 | 212                                                 | 197                                                 |